# Mikio Satō
Mikio Sato (佐藤干夫 Sato Mikio?) (Tokio, Imperio del Japón, 18 de abril de 1928 - Kioto, Japón, 9 de enero de 2023}} fue un matemático japonés, que trabajó en el análisis algebraico. 

## Trayectoria profesional
Estudió en la Universidad de Tokio, y luego hizo estudios de posgrado en física como estudiante de Shin'ichirō Tomonaga. Desde 1970 fue profesor en el Instituto de Investigación de Ciencias Matemáticas, de la Universidad de Kioto.
Es conocido por su trabajo innovador en una serie de ámbitos, tales como espacio vectorial prehomogéneo y polinomio Bernstein Sato, y especialmente por su teoría de la hiperfunción. Este principio parece como una extensión de las ideas de la teoría de distribuciones; pronto se conecta a la local cohomología de la teoría de Grothendieck, para que se trataba de un origen independiente, y a la expresión en términos de teoría de haces. Condujo además a la teoría de microfunción, el interés por los aspectos microlocal lineal de ecuaciones diferenciales parciales de la teoría de Fourier, como los frentes de onda y, en última instancia a la evolución actual de la teoría de módulo D. 
También contribuyó a base de trabajo en la teoría no lineal del solitón, con el uso de Grassmannians de dimensión infinita. En la teoría de los números que es conocido por la Conjetura Sato Tate sobre funciones L. 

## Premios y reconocimientos
Fue miembro de la Academia Nacional de Ciencias desde 1993. 
Recibió el Premio Schock en 1997, y el Premio Wolf en 2003.